# 龙韬娱乐
龙韬娱乐（英文：L.TAO Entertainment）是位于中国北京朝阳区的一家娱乐公司，由黄子韬的父亲黄忠东于2018年创立。公司的主营业务涵盖演艺经纪、影视和音乐制作发行等领域。

## 历史沿革
龙韬娱乐前身是北京天浩盛世娱乐文化有限公司，2018年，更名为北京龙韬娱乐文化有限公司，并公布首批签约新人徐艺洋、铭亮、寅聪。
2020年9月11日，创始人黄忠东先生病逝。
2024年2月25日，龙韬娱乐发表声明，揭露公司CEO（黄子韬经纪人）和商务负责人严重失职，损害公司及黄子韬利益。目前，这两人已被调查且不再任职，事件结果将依执法部门调查为准。

## 旗下艺人

### 男艺人
- 黄子韬
- Doggie
- 钟骏一
- YungK2
- 李昊泽
- 郭子歆
- 李俊昊
- 武勋
- 孙灿
- 李俊濠
- 和马
- 黄誉博
- 武勋

### 女艺人
- 徐艺洋
- 石玺彤
- 吕雪
- 郝艺阳

### 虚拟艺人
- 瑟路Salute

## 外部鏈接
- 龙韬娱乐的新浪微博